# Ennis

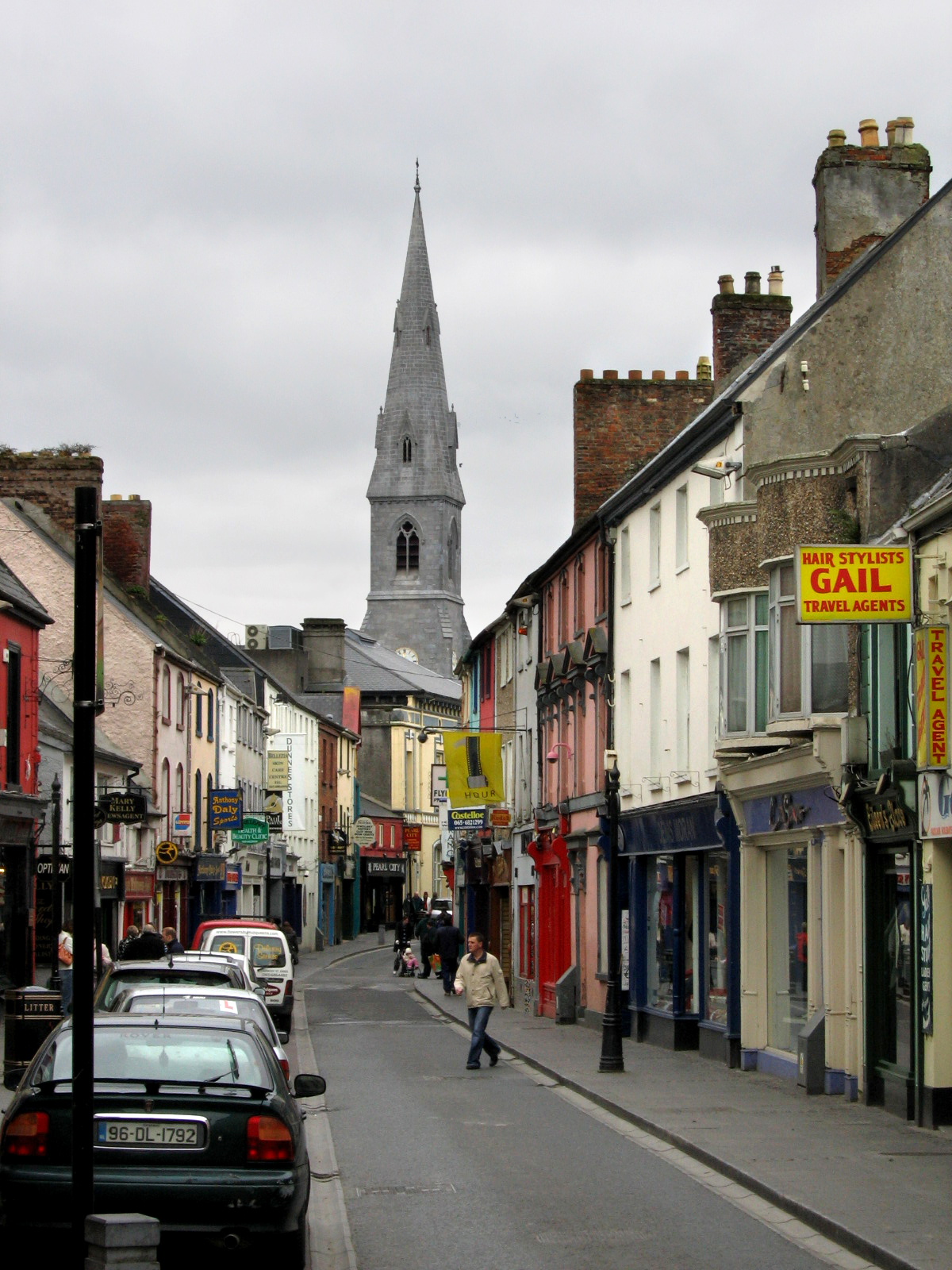
Catedrala Sf. Petru şi Sf. Paul lângă strada O'Connell, Ennis

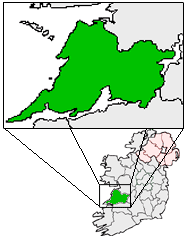
Comitatul Clare

Ennis (irlandeză: Inis, adică "insulă") este un oraș și reședința Comitatului Clare din Irlanda. Este situat pe râul Fergus, la nord de Limerick și la sud de Galway. Numele său actual este o prescurtare a vechiului nume irlandez Inis Cluain Ramh Fhada.